# Volodimir Ribak
Volodimir Ivanovič Ribak (ukrajinsko Володимир Іванович Рибак, latinizirano: Volodymyr Ivanovyč Rybak); ukrajinski politik, *30. november 1971, Gorlivka, †17. april 2014, Gorlivka, Donecka oblast, Ukrajina.
Ribak je bil član mestnega sveta Gorlivke. Po izbruhu vojne v Donbasu so ga ugrabile sile pod nadzorom Rusije, mučile in 17. aprila 2014 ubile. To je bil en prvih vojnih zločinov med rusko-ukrajinsko vojno.

## Življenje
Ribak se je rodil leta 1971 v mestu Gorlivki. Leta 1995 je diplomiral na Nacionalni tehnični univerze v Donecku in leta 2002 na Medregionalni akademiji za kadrovski management.
Od leta 1995 do 2009 je delal v kriminalističnem oddelku mestne policije Gorlivke. Leta 2009 se je pridružil vseukrajinskemu združenju Batkivščina (dob. Očetnjava) in v naslednjem letu vodil izpostavo stranke v Gorlivki.
Novembra 2010 je Ribak postal član mestnega sveta Gorlivke. Med ukrajinskimi parlamentarnimi volitvami leta 2012 je kot kandidat Batkivščine kandidiral za ukrajinski parlament v rajonu Budonivski v Donecku in zasedel 4. mesto s 5.195 glasovi (4,55 % glasov).
Ribak je bil aktiven podpornik protestov Evromajdan 2013–2014.
17. aprila so ga potem ko je poskušal dvigniti zastavo Ukrajine na stavbo mestnega sveta Gorlivke ugrabile proruske milice, ki so takrat okupirale mesto. Kasneje so njegovo truplo, ki je kazalo znake mučenja našli v reki Donec. Zraven sta bili najdeni še dve drugi trupli; študent Jurij Popravka in 25-letni Jurij Diakovski. Po poročilih forenzikov so žrtve bile utopljene. Njihova telesa so bila prekrita z opeklinami in vbodnimi ranami, njihov trebuh pa je bil razparan.
Leta 2015 so Ribaku v Slovjansku po osvoboditvi izpod ruskih sil postavili spominsko ploščo.
Maja 2020 je Igor Girkin, ki je bil en izmed vodij proruskih milic v Donbasu, v intervjuju z ukrajinskim novinarjem Dmitrojem Gordonom priznal, da nosi del odgovornosti za Ribakov umor: »Seveda je Ribak kot oseba, ki je aktivno nasprotovala »milicam«, bil v mojih očeh sovražnik. In njegova smrt je verjetno do neke mere tudi moja odgovornost.«

## Nagrade
- Heroj Ukrajine z redom zlate zvezde (20. februar 2015, posmrtno)[8]